# Stefan Krause (Kunsthistoriker)
Stefan Krause (* 1979) ist ein österreichischer Kunsthistoriker und Waffenkundler.

## Leben
Stefan Krause studierte von 1999 bis 2005 Kunstgeschichte an der Universität Wien und wurde dort 2008 bei Artur  Rosenauer promoviert. Ab 2005 arbeitete er für das Kunsthistorische Museum in Wien, zuletzt von 2020 bis 2024 als Direktor der Waffensammlung, der Hofjagd- und Rüstkammer. Seit September 2024 ist er Leiter der Waffensammlung des Metropolitan Museum of Art in New York.

## Schriften (Auswahl)
Monografien
- Die Porträts von Hans Maler. Studien zum frühneuzeitlichen Standesporträt. Dissertation Universität Wien, 2008 (unvollständiges Digitalisat ohne den Bildteil S. 204–259).
- Mode in Stahl. Der Kostümharnisch des Wilhelm von Rogendorf. Album-Verlag, Wien 2016, ISBN 978-3-85164-195-0.
- Freydal – medieval games. The book of tournaments of Emperor Maximilian I. Taschen, Köln 2019, ISBN 978-3-8365-7681-9.

Herausgeberschaften
- mit Matthias Pfaffenbichler: Turnier. 1000 Jahre Ritterspiele. Hirmer, München 2017, ISBN 978-3-7774-2879-6.
- Iron Men. Mode in Stahl = Fashion in Steel. Buchhandlung Walther König, Köln 2022, ISBN 978-3-7533-0143-3.
- Tournaments. A Thousand Years of Chivalry. Thomas Del Mar, London 2022, ISBN 978-3-99020-225-8.

Artikel
- Die Porträts von Hans Maler – Der Schwazer Silberrausch der frühen Neuzeit und seine Akteure. In: Münchener Jahrbuch der bildenden Kunst. Dritte Folge, Band 63, 2012, S. 70–102 (Digitalisat).
- Die Porträts des Malers Hans Maler – Bestandskatalog. In: Wissenschaftliches Jahrbuch der Tiroler Landesmuseen. Jg. 9, 2016, S. 50–137 (zobodat.at [PDF]).
- Die Porträts des Malers Hans Maler – Spiegelbild der Tiroler Wirtschaft um 1520. Praktische Verwendung von Bildnissen in der Renaissance. In: Wolfgang Meighörner (Hrsg.): Nur Gesichter? Porträts der Renaissance. Katalog Innsbruck, Tiroler Landesmuseum Ferdinandeum, Innsbruck 2016, S. 157–172 (Digitalisat).